# كولن مكدونالد (لاعب كرة قدم)
كولن مكدونالد (بالإنجليزية: Colin McDonald)‏ (15 أكتوبر 1930 في المملكة المتحدة - ) هو مدرب كرة قدم ولاعب كرة قدم بريطاني في مركز حراسة المرمى، شارك في كأس العالم 1958. وشارك مع منتخب إنجلترا لكرة القدم. أما مع النوادي، فقد لعب مع أكسفورد يونايتد ونادي بيرنلي وويكمب وندررز ونادي ألترينتشام.

## وصلات خارجية
- كولن مكدونالد على موقع قاعدة بيانات كرة القدم.إي يو (الإنجليزية)
- كولن مكدونالد على موقع ناشيونال فوتبول تيمز (الإنجليزية)